# Marta Domachowska
Marta Domachowska (16 de enero de 1986, Varsovia, Polonia) es una jugadora de tenis profesional polaca. Empezó jugando al tenis a la edad de 7 años. Como júnior consiguió alcanzar la semifinal del Abierto de Australia en 2003. Habla tres idiomas, polaco, inglés y ruso. Entrenó durante un tiempo en Equelite JC Ferrero Sport Academy. 

## Títulos (9)

### Individuales (6)
| Leyenda                   |
| Tier I (0)                |
| Tier II (0)               |
| Tier III (0)              |
| Tier IV (0)               |
| Grand Slam (0)            |
| WTA Tour Championship (0) |
| ITF (6)                   |

| No. | Fecha                   | Torneo                         | Superficie    | Oponente en la final  | Resultado        |
| 1.  | 11 de agosto de 2002    | ITF $10,000 Olecko, Polonia    | Tierra batida | Liana-Gabriela Balaci | 1–6, 6–3, 6–1    |
| 2.  | 3 de noviembre de 2002  | ITF $10,000 Estocolmo, Suecia  | Dura          | Sabrina Jolk          | 6–3, 6–4         |
| 3.  | 13 de julio de 2003     | ITF $25,000 Torun, Polonia     | Tierra batida | Anastasia Yakimova    | 7–5, 3–6, 6–4    |
| 4.  | 1 de febrero de 2004    | ITF $25,000 Belfort, Francia   | Dura          | Adriana Barna         | 3–6, 6–0, 6–0    |
| 5.  | 15 de febrero de 2004   | ITF $25,000 Varsovia, Polonia  | Dura          | Angelique Kerber      | 7–6(5), 3–6, 6–3 |
| 6.  | 25 de noviembre de 2007 | ITF $100,000 Poitiers, Francia | Dura          | Anna Lapushchenkova   | 7–5, 6–0         |

### Dobles (3)
| Leyenda                   |
| Tier I (0)                |
| Tier II (0)               |
| Tier III (0)              |
| Tier IV (1)               |
| Grand Slam (0)            |
| WTA Tour Championship (0) |
| ITF (2)                   |

| #  | Fecha                  | Torneo                        | Superficie    | Pareja         | Oponentes en la final                | Resultado   |
| -- | ---------------------- | ----------------------------- | ------------- | -------------- | ------------------------------------ | ----------- |
| 1. | 3 de noviembre de 2002 | ITF $10,000 Estocolmo, Suecia | Dura          | Elke Clijsters | Jenny Loow Suzanne Van Hartingsveldt | 6–1, 6–1    |
| 2. | 13 de enero de 2006    | Canberra, Australia           | Dura          | Roberta Vinci  | Claire Curran Liga Dekmeijere        | 7–6(5), 6–3 |
| 3. | 12 de mayo de 2007     | ITF $100,000 Roma, Italia     | Tierra batida | Emma Laine     | Maret Ani Caroline Maes              | 1–0 ret.    |